# 城中城站
城中城站位於吉隆坡安邦路，是巴生谷格拉那再也线的其中一个地下轻快铁车站，主要服务吉隆坡城中城一带的居民和游客。本站属于格拉那再也（旧称布特拉轻快铁）第二阶段线路，于1999年6月1日开始运营。
此外，附近将在未来设有一个捷运站城中城道站，可以通过出站后通过地下隧道转乘以前往布城线（捷运2号线）的其他车站。该线预计将在2023年1月开通。而于2012年1月启用的城中城－武吉免登空桥系统也使乘客可以前往柏威年广场和吉隆坡单轨的拉惹朱兰站。

## 车站概要

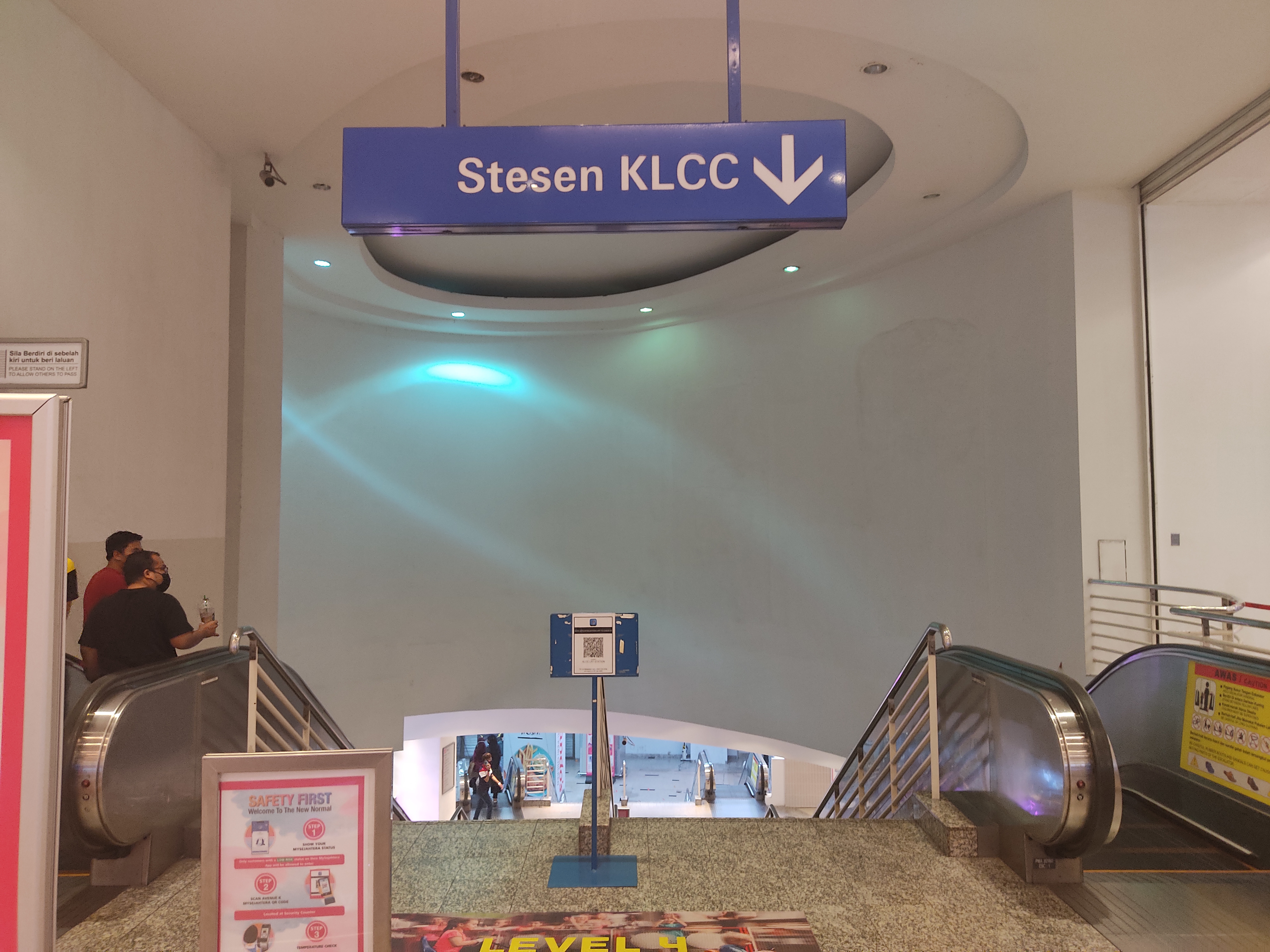
城中城站于Avenue K商场的地下出入口

本站属于格拉那再也线第二阶段线路，于1999年6月1日开始运营，以布特拉轻快铁（PUTRA）的第二阶段线路和从布特拉终站（现鹅唛站）至占美清真寺站的12个车站同时开放（不包括南北花园站）。城中城站位于吉隆坡安邦路的Avenue K商场的地下楼层，并设有地下人行道通往阳光广场、位于安邦和比南利路之间城中城巴士总站、双峰塔、明讯大厦和吉隆坡会展中心。站名原文取自该站所处的「吉隆坡城中城」（KLCC），是马来西亚双峰塔之所在地。也因此，本站周围有许多地标，是轻快铁系统最繁忙的站点之一，尤其是在周末和学校假期时。

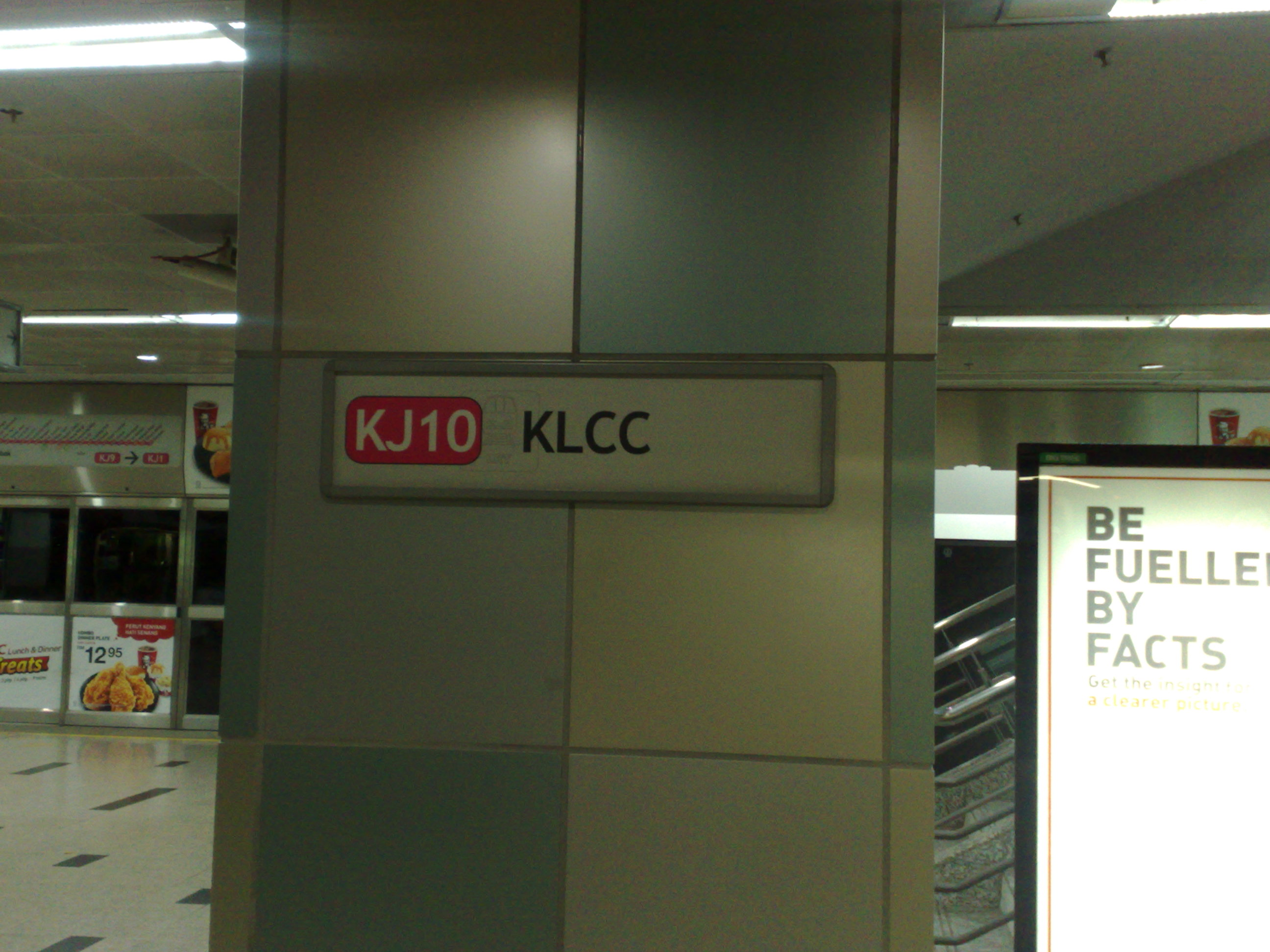
城中城站牌

## 车站结构
本站一共有两个地下楼层和地面层。售票處、驗票閘門及便利商店等位於地面出入口。地下一楼，地下二楼為島式月台和列車軌道。此站連同其他四個地下輕快鐵站皆設有密封的高站台门。地下二楼和二楼之间有电梯衔接，而车站的每个楼层也备有楼梯和手扶梯。本站有两个入口，一个位于Avenue K商场，另一个位于阳光广场外。
| 地面     | 街道                         | 计程车停靠处、巴士站、进入阳光广场的入口、地标                   |
| 地下一楼 | 车站大厅                     | 验票闸门、自动售票机、车站控制台、便利商店、Avenue K商场地下一楼 |
| 地下二楼 | 1号站台:                     | 5 格拉那再也线 5往 KJ1 鹅唛 (→)                                  |
| 地下二楼 | 岛式站台，右邊的車門將會開啟 |                                                                  |
| 地下二楼 | 2号站台:                     | 5 格拉那再也线 5往 KJ37 布特拉高原 (←)                           |

## 意外事件
2021年5月24日晚间8时33分，一辆从甘榜峇鲁空车驶往吉隆坡城中城的列车因在不恰当的时间驶入地下轨道，而与另一辆乘坐213人的列车迎面相撞，造成47人重伤，166人轻伤。该次事件也是格拉那再也线投入服务来，首次发生列车相撞的罕见意外。

## 服务时间
以下营运时间以官方网站为准。
| 星期一至六            | 星期日及公假 | 星期一至六 | 星期日及公假 | 星期一至六 | 星期日及公假 |       |
| 格拉那再也线          |              |            |              |            |              |       |
| 从布特拉高原 往鹅唛站 | 06:00        | 06:00      | 23:50        | 23:30      | 00:23        | 23:53 |
| 从鹅唛 往布特拉高原站 | 06:00        | 06:00      | 23:50        | 23:30      | 23:56        | 23:38 |

## 图片集

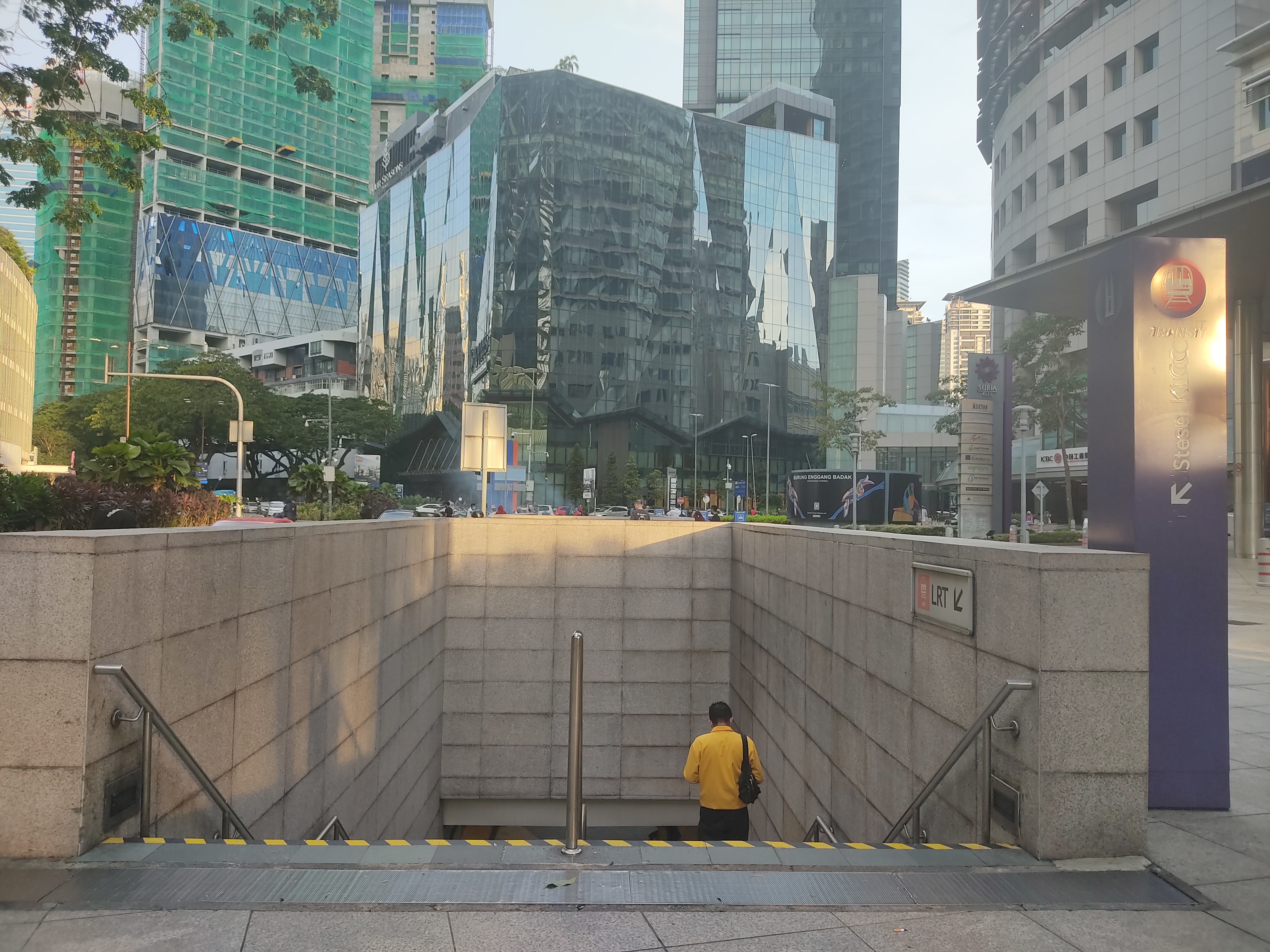
城中城站于阳光广场的街道入口。
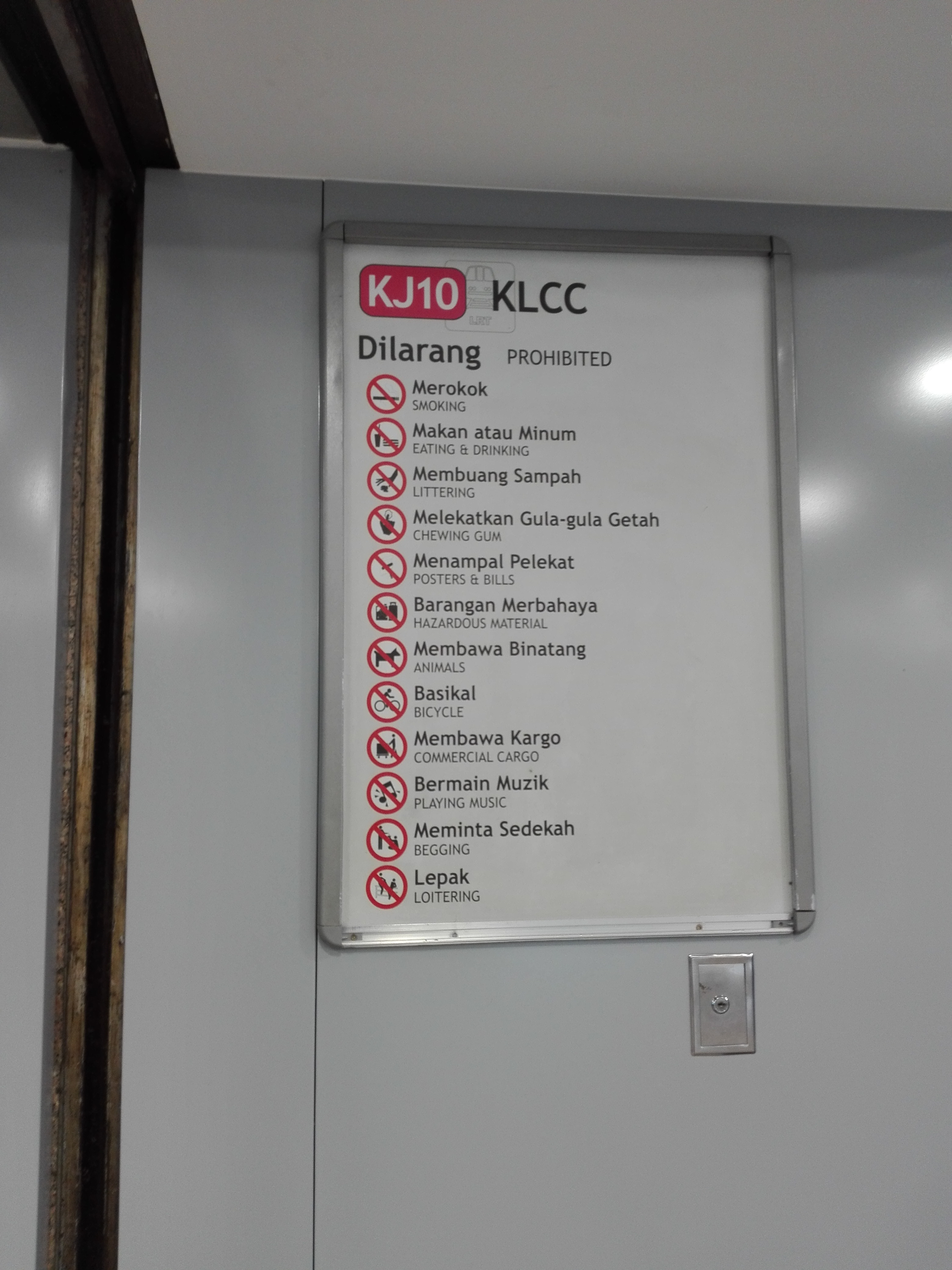
城中城站的告示板。
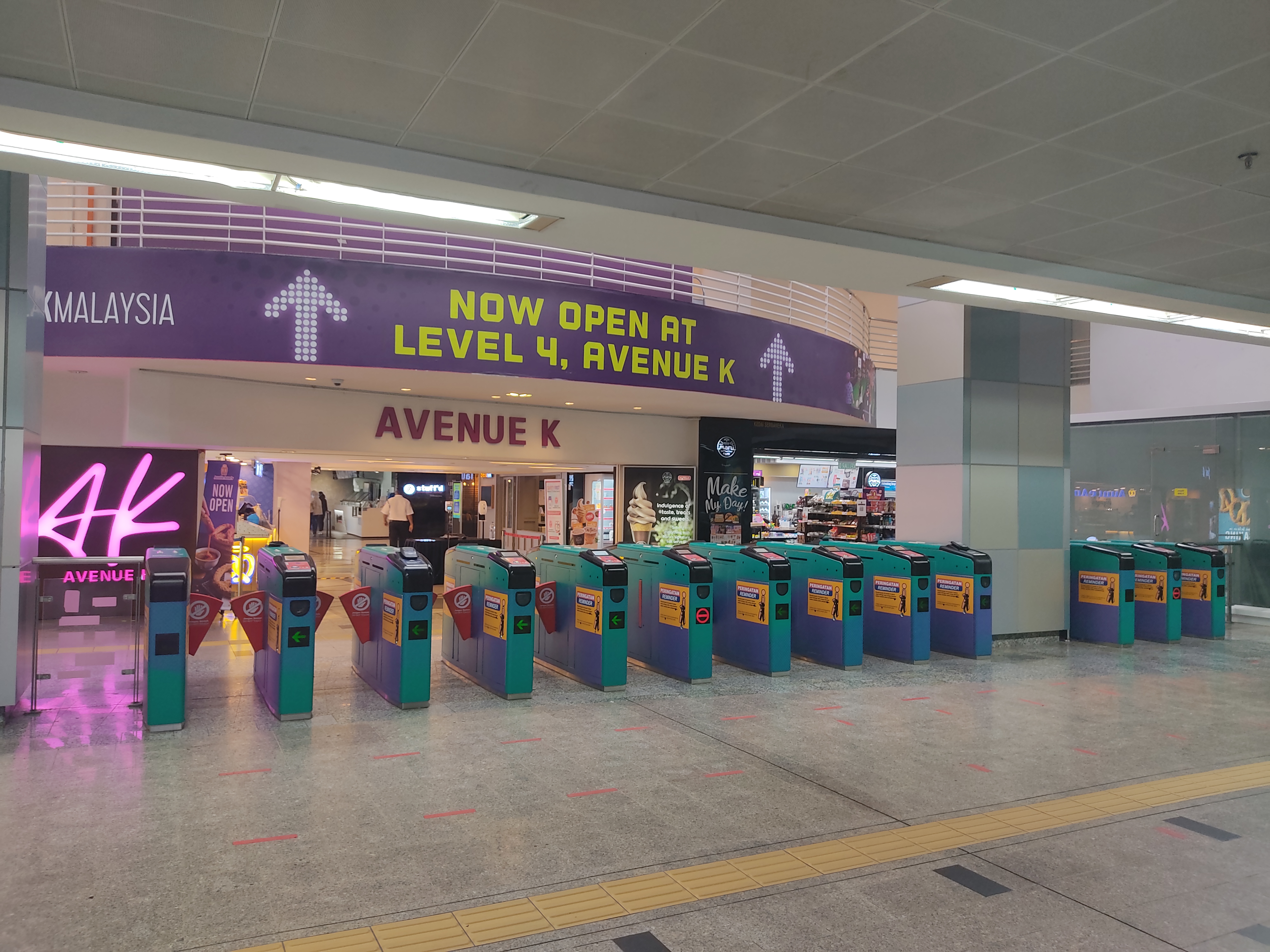
城中城站于Avenue K商场的验票闸门。
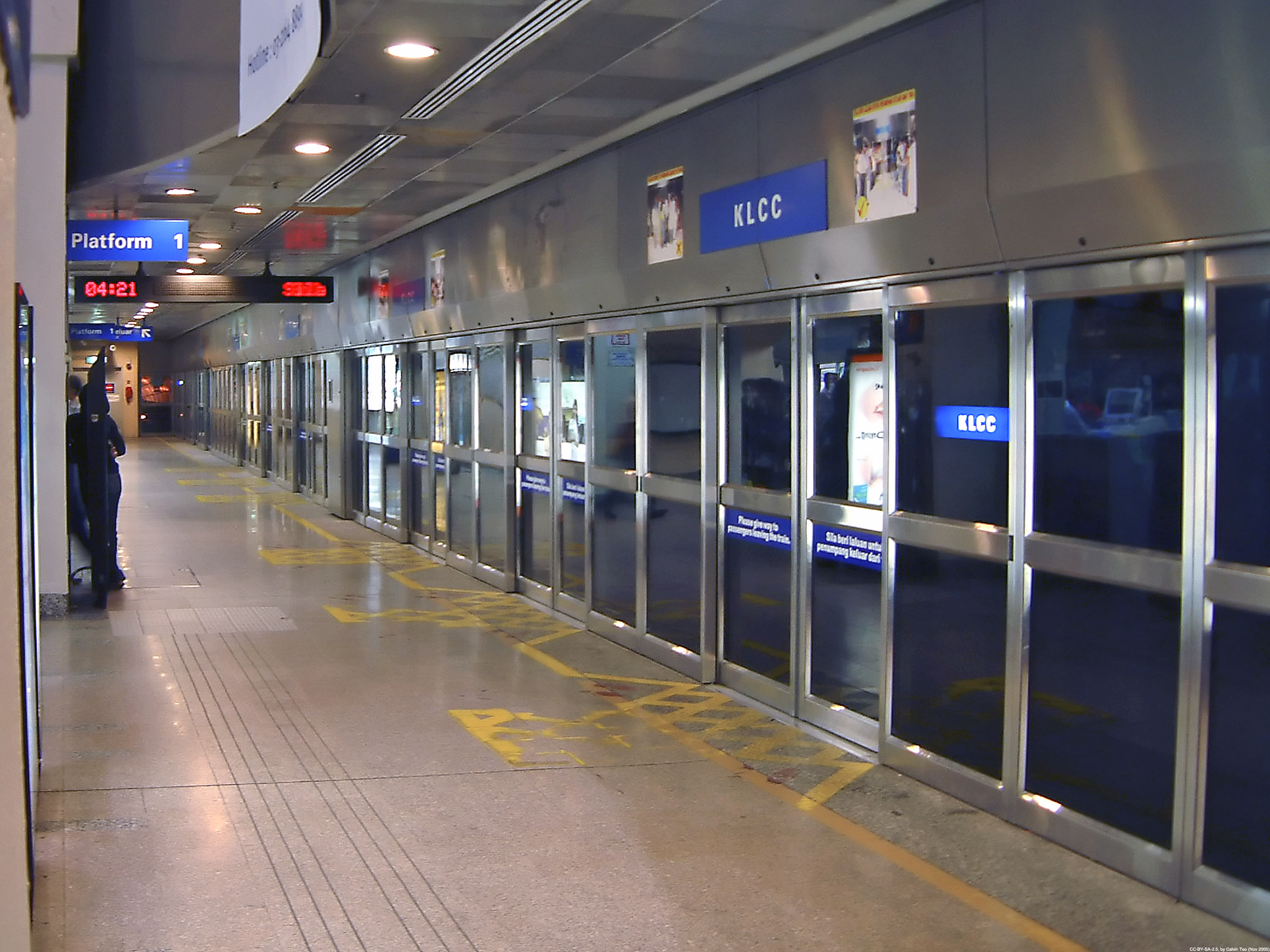
未翻新时的城中城轻快铁站。
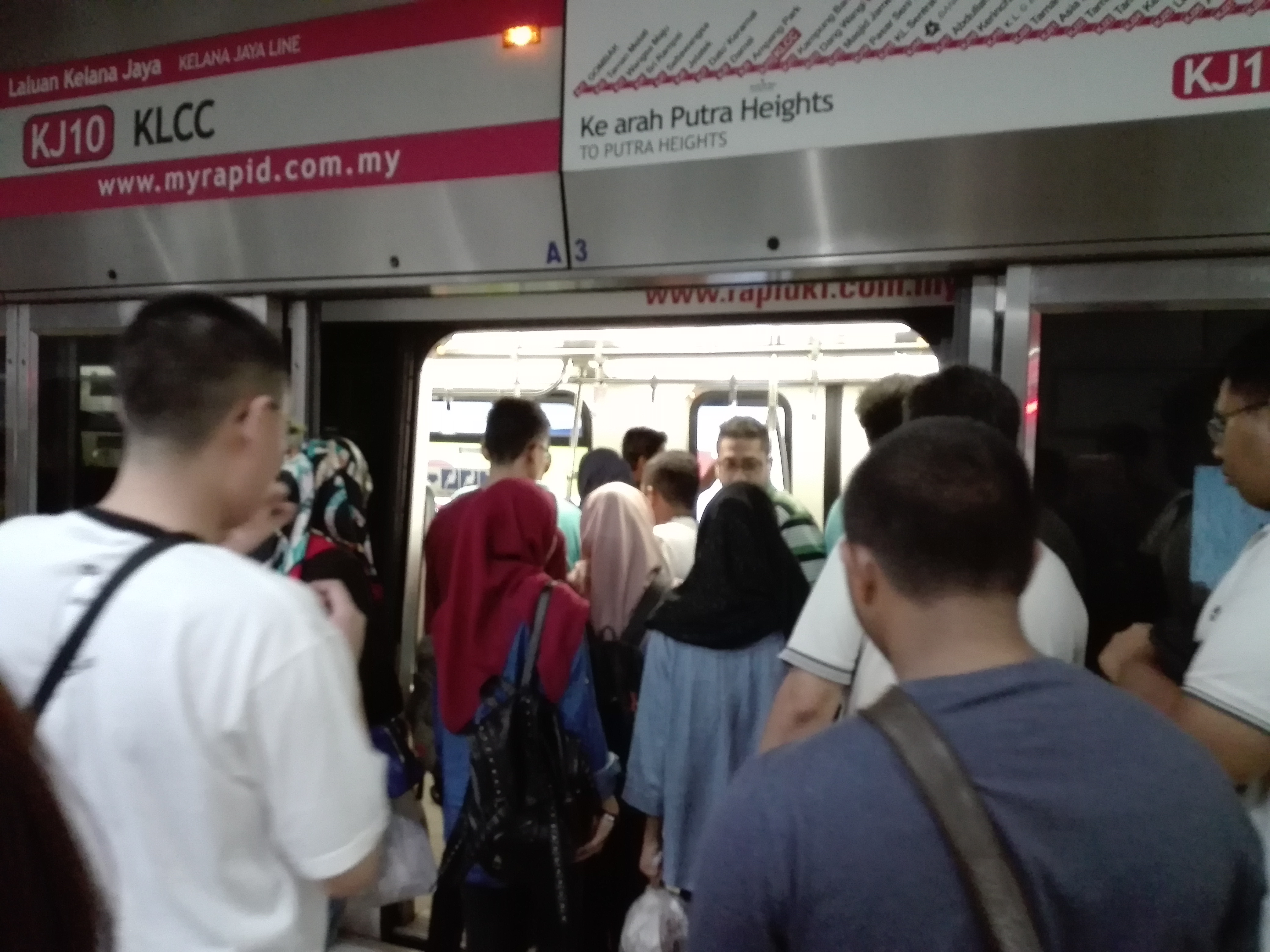
群众正涌入列车中。

## 车站周边
由於本站位於吉隆坡市中心位置，因此周圍地區林立各大商業大廈、購物中心、酒吧和飯店等。
- 雙峰塔：位於城中城輕快鐵站之上，為目前全世界最高的雙塔樓。
- 陽光廣場：位於雙峰塔底部裙樓的購物中心，主要進駐商包括日資百貨伊勢丹、日本紀伊國屋、英國馬莎百貨以及其他國際廠商。
- Avenue K商场：陽光廣場對面，結合購物、生活、美感與社交的購物中心。
- 吉隆坡會展中心：位於雙峰塔周圍的吉隆坡城中城公园附近，常舉辦各項盛大項目如Pikom電腦展，許多國際會議亦在此舉行。
- 吉隆坡城中城水族馆：於吉隆坡會展中心的地下樓層，展出各類珍稀海洋生物供民眾及遊客參觀。[6]
- 大马银行大厦（AmBank Tower）
- 埃克森美孚大厦（ExxonMobil Tower）
- 吉隆坡城中城公園（KLCC Park）
- 明讯大厦（Maxis Tower）
- 馬來西亞國油管弦樂廳（Petronas Filharmonik Hall）
- 勘探大厦（Petronas Tower 3，第三国油塔）